# Cracticus nigrogularis
L'uccello beccaio bianconero o uccello beccaio pezzato (Cracticus nigrogularis (Gould, 1837)) è un uccello passeriforme della famiglia Artamidae.

## Etimologia
Il nome scientifico della specie, nigrogularis, deriva dal latino e significa "dalla gola nera", in riferimento alla livrea di questi uccelli: anche il loro nome comune è un riferimento alla livrea.

## Descrizione

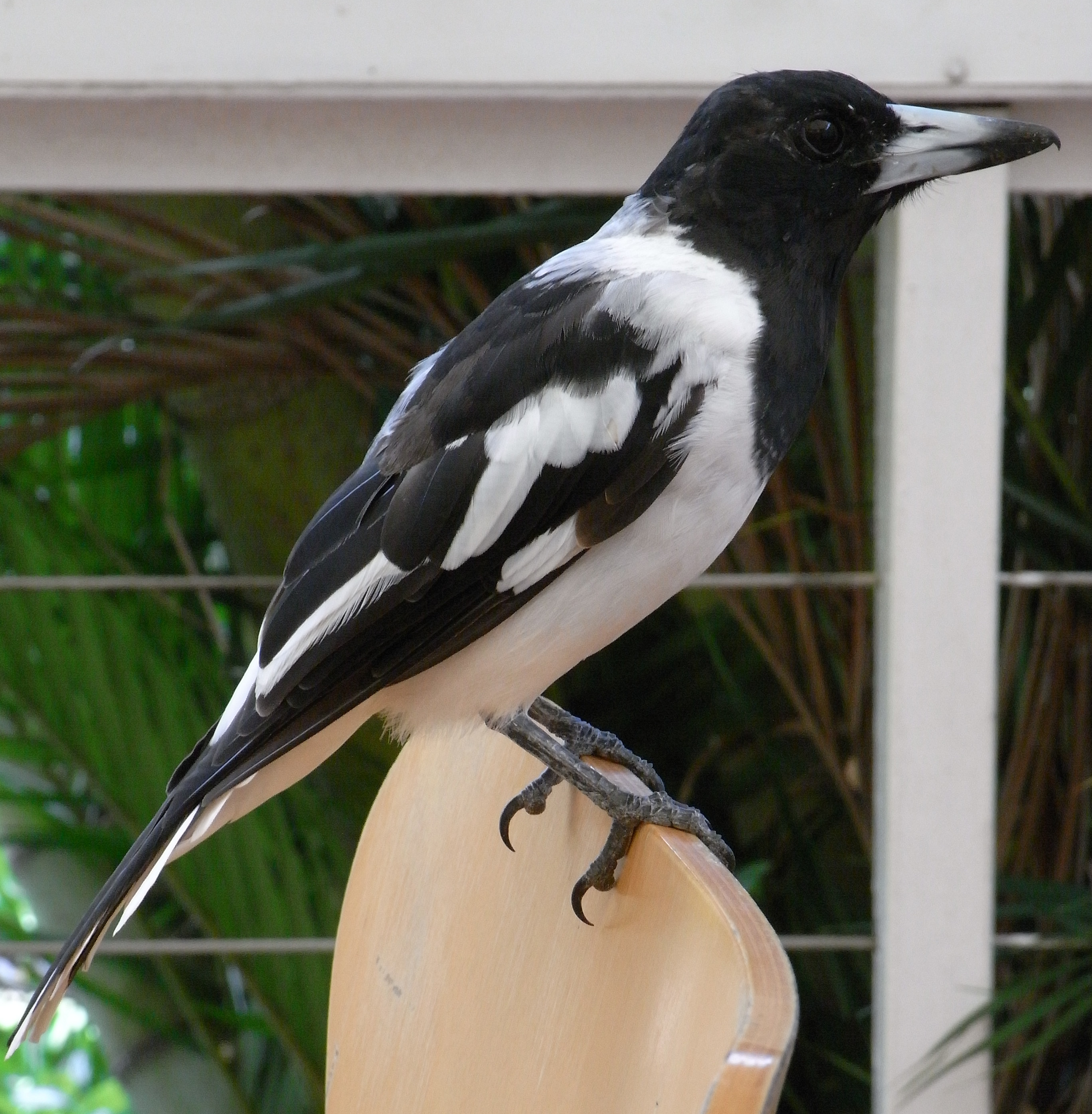
Maschio adulto a Brisbane.

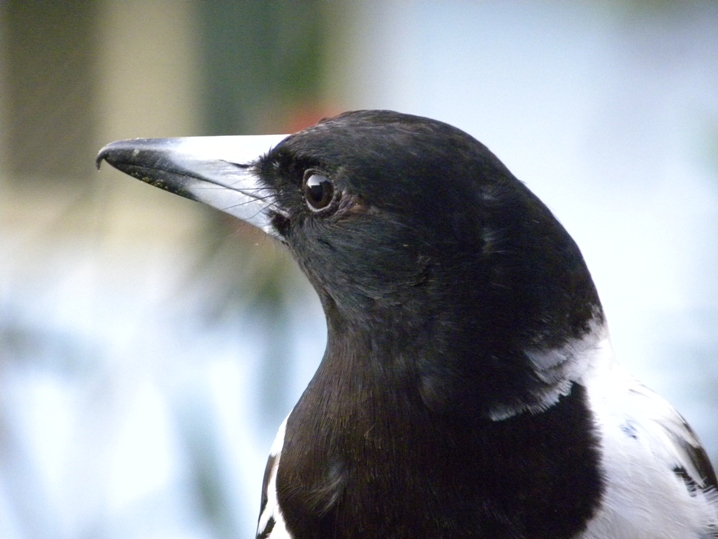
Esemplare di profilo a Gladstone lascia osservare il forte becco.

### Dimensioni
Misura 28–32 cm di lunghezza, per 105-159 g di peso ed un'apertura alare di circa 51 cm: a parità d'età, le femmine sono leggermente più piccole e slanciate rispetto ai maschi. La popolazione di questi uccelli tende inoltre a mostrare taglia decrescente secondo un gradiente che va da sud verso nord.

### Aspetto
Si tratta di uccelli dall'aspetto robusto, muniti di lunga coda squadrata, grossa testa anch'essa squadrata (sebbene più arrotondata rispetto alle altre specie di uccello beccaio) e con forte becco dalla punta della mandibola superiore lievemente uncinata: nel complesso, questi uccelli somigliano molto alla gazza australiana (dalla quale si differenziano per la nuca nera anziché argentata, il petto bianco anziché nero, la corporatura più robusta e le zampe meno lunghe) e soprattutto all'affine uccello beccaio dorsonero, dal quale differiscono principalmente per la gola (come intuibile dal nome comune) di colore nero ed il dorso bianco (nell'uccello beccaio dorsonero è invece il contrario).
Il piumaggio è dominato dalla dicotomia bianco-nero: testa, nuca, gola e parte superiore del petto sono infatti di colore nero, mentre lati del collo, dorso, petto, ventre e fianchi sono di colore bianco candido. Le ali sono nere con area scapolare e orli delle remiganti bianchi, così come bianco è il sottocoda, mentre il codione è di colore grigio cenere e la coda è nera con punte delle rettrici di colore bianco. Soprattutto sulla testa, il nero può mostrare riflessi metallici.
Il dimorfismo sessuale è presente ma poco evidente e non sempre facilmente distinguibile: nelle femmine, infatti, il collare bianco tende ad essere più sottile e meno candido rispetto a quanto osservabile fra i maschi.

In ambedue i sessi le zampe sono di colore grigio-nerastro, gli occhi sono di colore bruno scuro ed il becco è grigio-bluastro con punta nerastra.

## Biologia

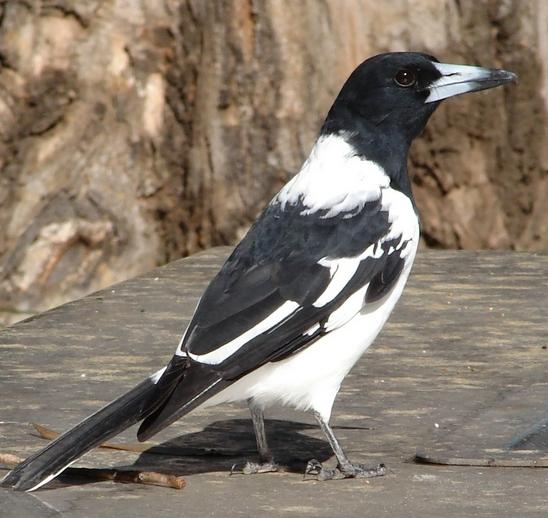
Esemplare al suolo.

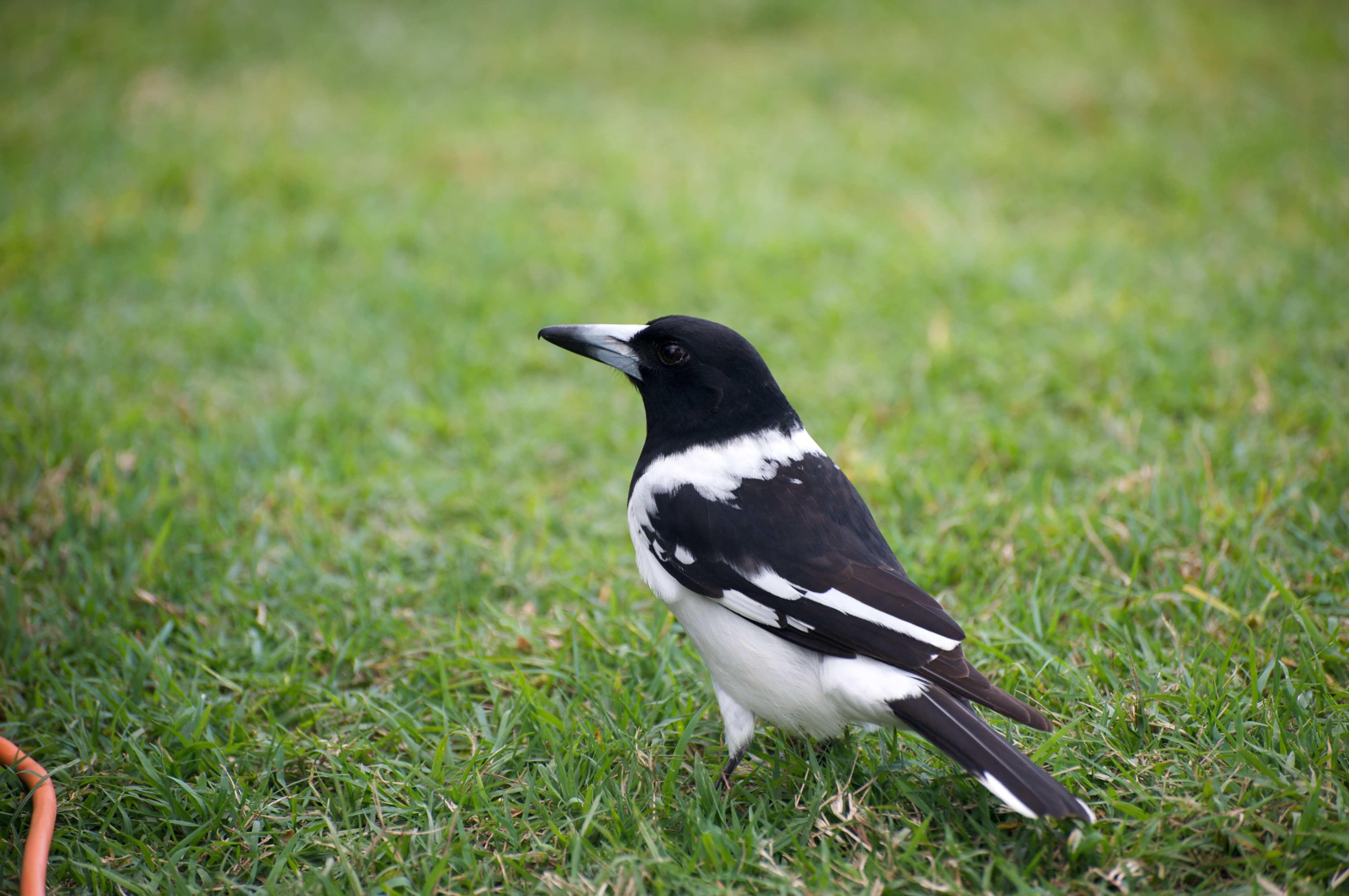
Esemplare al suolo nel Queensland.

Si tratta di uccelli dalle abitudini diurne, che durante la giornata si muovono perlopiù da soli o in coppie, mentre verso sera si riuniscono in gruppi su un albero per passare la notte al riparo: ciascun gruppo delimita un proprio territorio.

L'uccello beccaio bianconero passa la maggior parte della giornata alla ricerca di cibo, rimanendo appollaiato su di un ramo con buona visuale e da lì tenendo d'occhio il terreno circostante.
Questi uccelli sono molto vocali, ed il loro canto è molto rinomato e considerato uno dei più belli fra gli uccelli australiani, battendo perfino quello (ritenuto più monotono e meno limpido) della gazza australiana. L'uccello beccaio bianconero può cantare da solo oppure duettare col proprio partner, o ancora (soprattutto all'alba e al tramonto, oppure nelle notti di luna piena) in gruppi: questi uccelli presentano inoltre variazioni regionali consistenti nei richiami.

Sebbene questi uccelli si dimostrino molto propensi alle improvvisazioni ed alle variazioni sul tema, in generale sono sempre riconoscibili tre grandi gruppi di richiami:
- richiami diurni di rafforzamento dei legami, emessi solitamente da animali singoli col meccanismo richiamo-risposta fra essi ed il partner (o in generale un altro membro dello stormo), solitamente mentre l'animale è in volo;
- richiami fischiati, più comuni in condizioni di clima umido o ventilato, emessi da animali singoli da appollaiati ed eseguiti anche per tre quarti d'ora, alternati ad imitazioni di versi di altri animali;
- richiami riproduttivi, emessi soprattutto durante la notte, simili a quelli diurni ma più lunghi e complessi.

In caso di pericolo, questi uccelli possono inoltre emettere alti richiami discendenti o versi più aspri e ciacolanti.

### Alimentazione

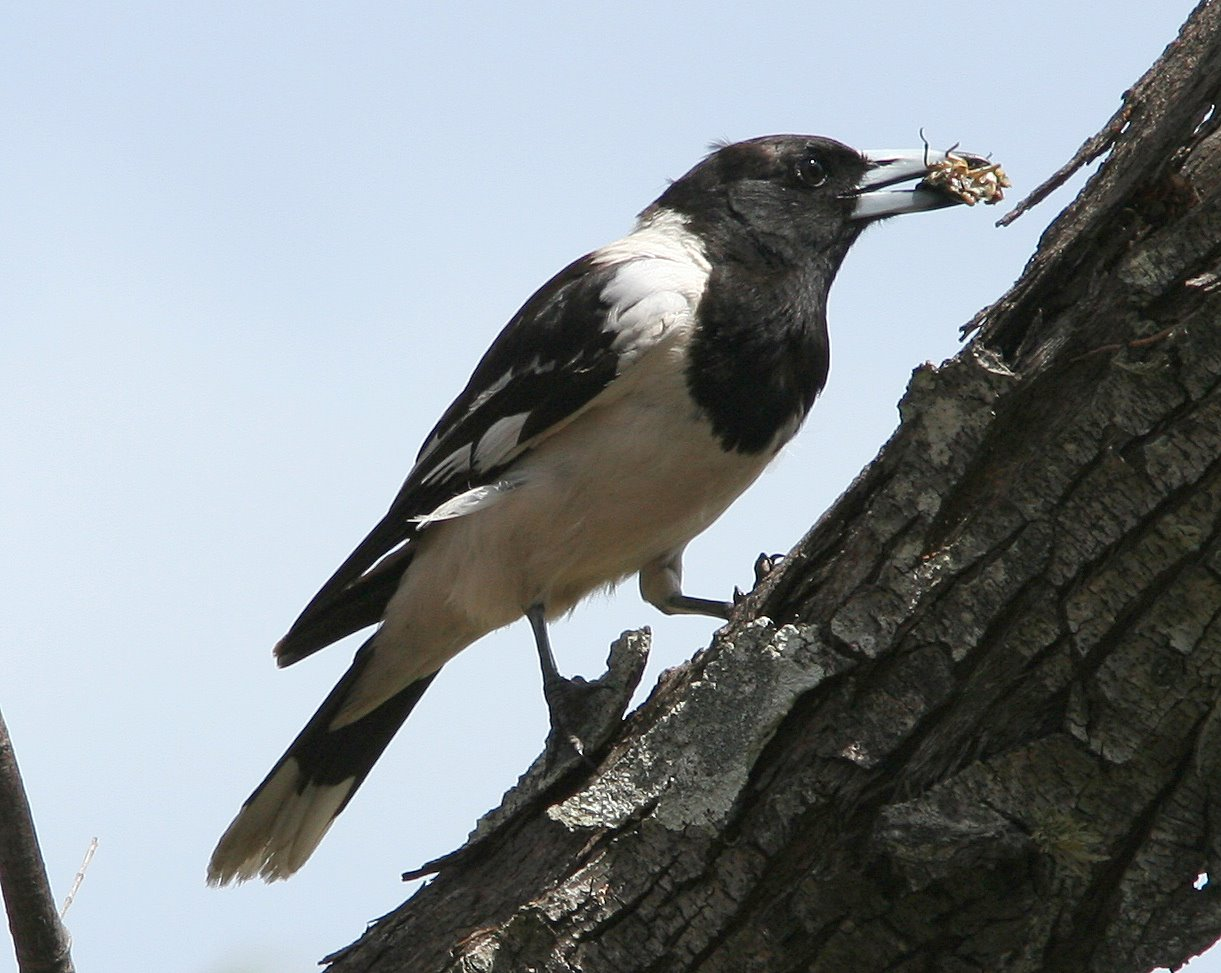
Esemplare con preda nel becco.

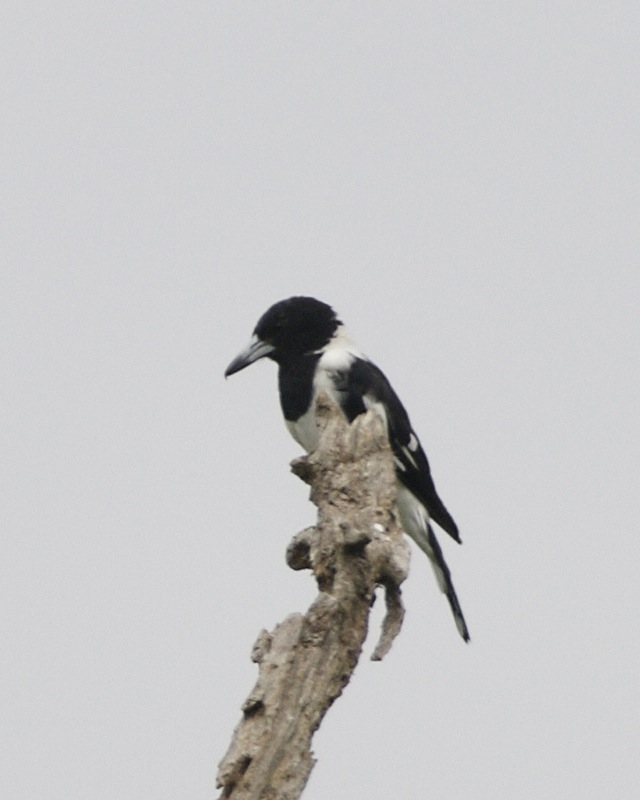
Esemplare guarda i dintorni alla ricerca di cibo sulle Blue Mountains.

Si tratta di uccelli dalla dieta onnivora, sebbene con netta prepondenanza della parte carnivora e insettivora su quella vegetariana: la loro alimentazione si compone infatti in massima parte di grossi insetti e delle loro larve, nonché di altri invertebrati come ragni e vermi e di piccoli vertebrati (rane, scinchi, topolini, uova, piccoli uccelli come occhialini dorsogrigio, passeri, coda a ventaglio ballerini, mangiamiele golarossa, storni e diamanti di Bichenow, nonché anatroccoli di alzavola grigia). Questi uccelli si nutrono inoltre sporadicamente anche di frutta (soprattutto Ficus coronata, ciliegio aborigeno, goji africano ed uva) e nettare di eucalipto di Darwin.
Durante la ricerca questi uccelli sono soliti rimanere appollaiati su un ramo o una palizzata: alla vista di una potenziale preda, essi scendono su di esse in picchiata, finendole col forte becco e consumandole al suolo. Le prede troppo grandi o gli eccessi di cibo vengono generalmente spezzettati col becco ed impalati su di un ramo spezzato, una spina o del filo spinato, oppure conservate in una spaccatura della corteccia.
L'uccello beccaio bianconero è stato osservato collaborare col lodolaio australiano durante la caccia, facendo volare i piccoli uccelli nascosti fra i cespugli dimodoché il rapace possa attaccarli, ed attaccando a sua volta quelli che si involano spaventati dalla presenza del lodolaio.

### Riproduzione
La stagione degli amori va da agosto a dicembre, con picco delle deposizioni in settembre-ottobre: si tratta di uccelli monogami, con osservazioni di coppie aiutate da altri membri dello stormo durante la riproduzione, e perfino di deposizioni comuni in un singolo nido.

Durante il periodo riproduttivo, questi uccelli (in particolar modo i maschi) divengono più territoriali del solito, attaccando con picchiate eventuali intrusi che osassero incautamente avvicinarsi troppo al nido, anche inavvertitamente: gli attacchi avvengono con un esemplare che si avvicina frontalmente ed un altro che aggredisce alle spalle, e a farne le spese possono essere conspecifici di altri stormi, rapaci, cani ed anche umani.

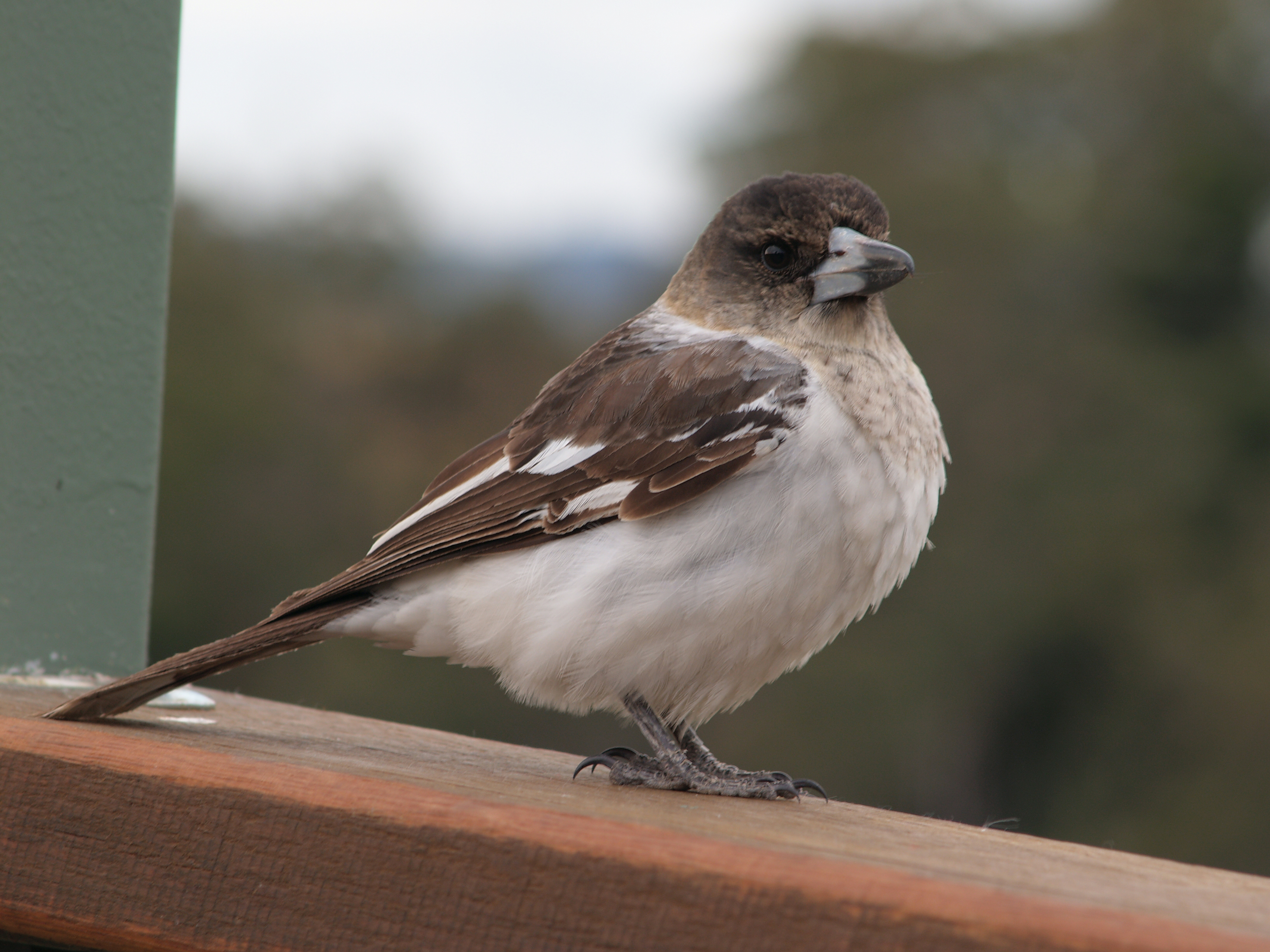
Giovane in natura.

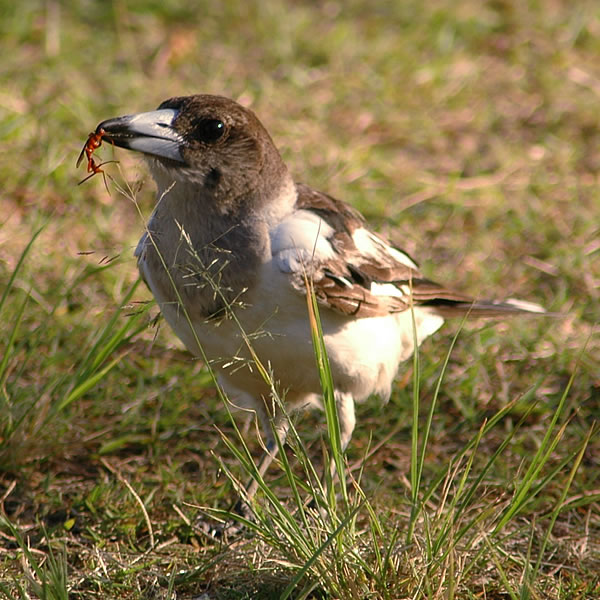
Giovane si nutre al suolo.

Il nido viene costruito dalla sola femmina alla biforcazione di un ramo, intrecciando rametti a comporre la parte esterna e foderando l'interno con erba secca e pezzetti di corteccia: al suo interno, essa depone ad intervalli di un paio di giorni 2-5 uova grigio-verdastre con pezzature brune, che provvede a covare per 19-21 giorni, al termine dei quali schiudono pulli ciechi ed implumi.

I nidiacei restano nel nido 25-33 giorni, ossia fino a quando sono pronti per l'involo.
L'uccello beccaio bianconero subisce parassitismo di cova da parte del cuculo dal becco scanalato e del cuculo pallido.
La speranza di vita massima in questi uccelli è di 22 anni e due mesi circa, registrata in un esemplare che però venne soppresso a causa di serie ferite riportate.

## Distribuzione e habitat

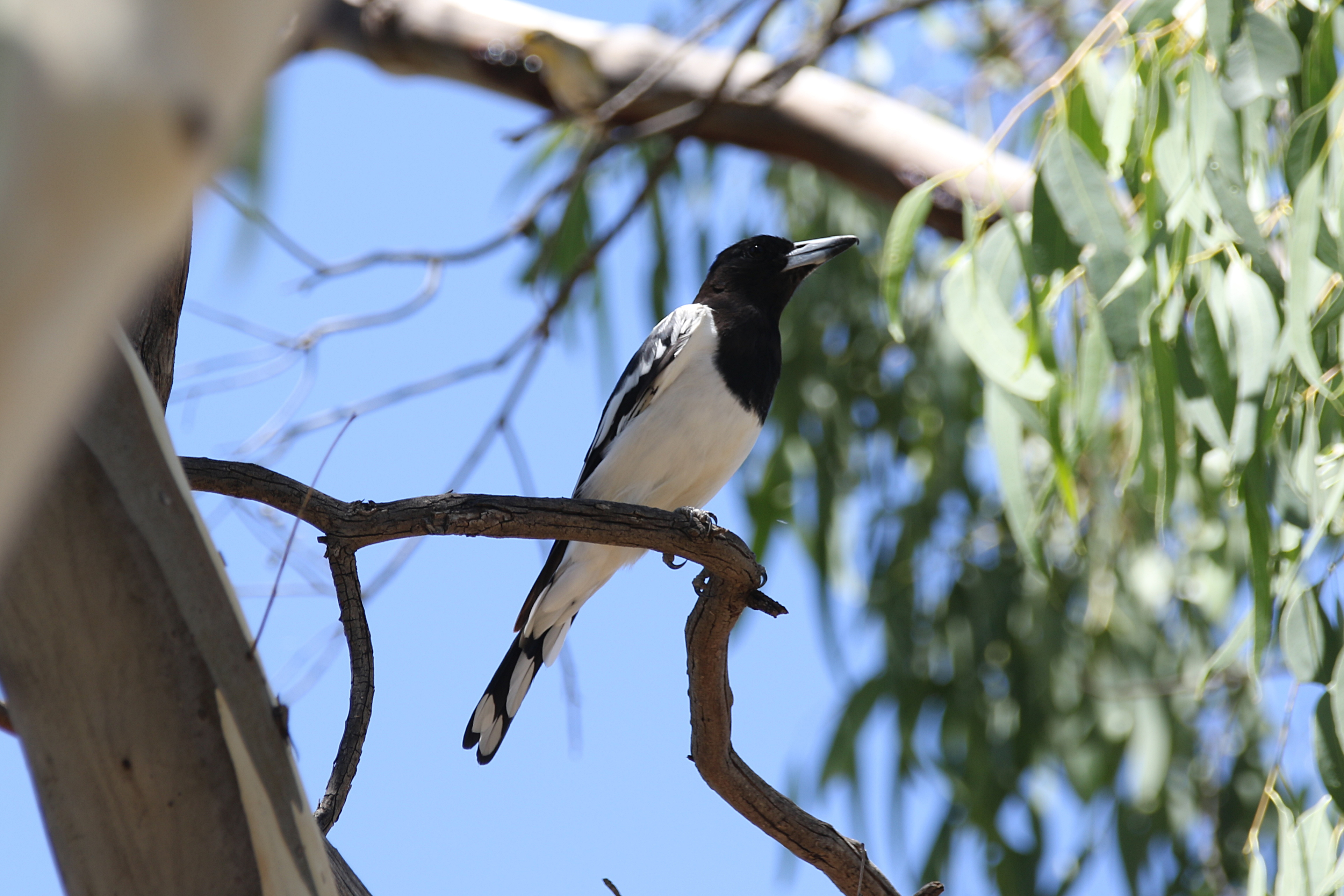
Esemplare nel Victoria.

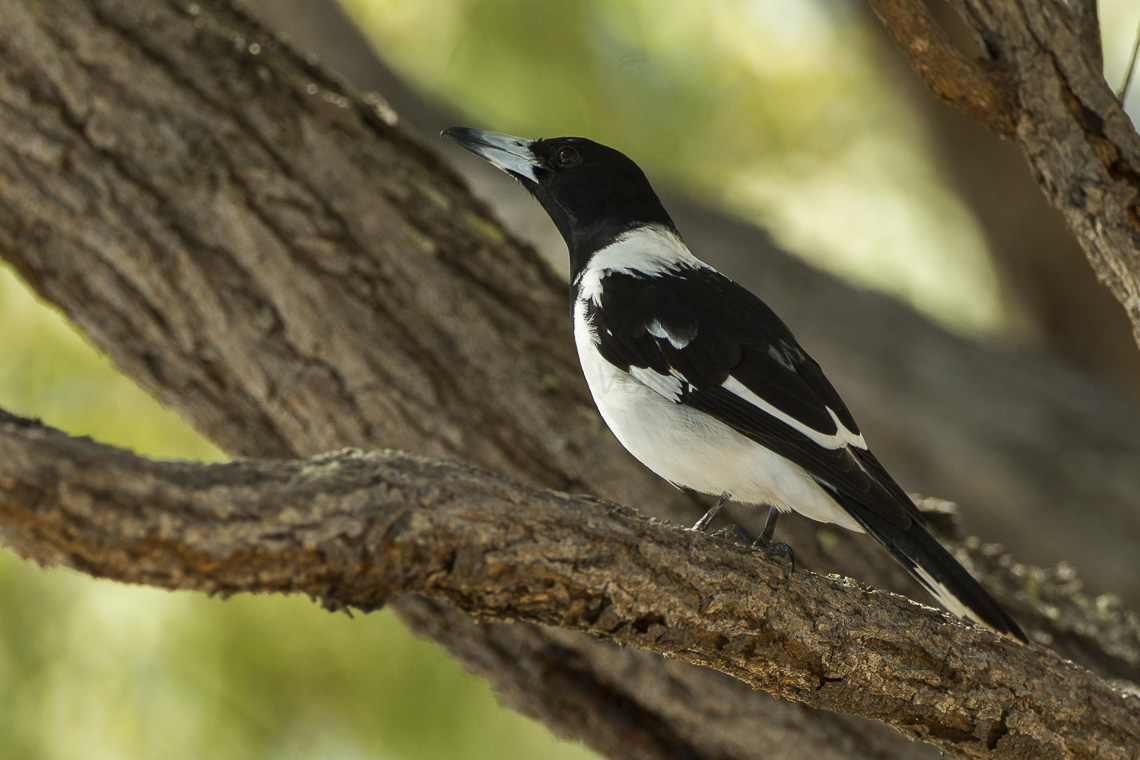
Esemplare nel Queensland.

L'uccello beccaio bianconero è endemico dell'Australia, della quale occupa gran parte del territorio, fatta eccezione per la costa dell'Australia Meridionale, il Gran Deserto Sabbioso e la costa sud-orientale del Nuovo Galles del Sud: la specie è inoltre assente anche dalla Tasmania e dalle isole dello stretto di Bass.
L'habitat di questi uccelli è rappresentato dalle foreste di sclerofille secche a prevalenza di eucalipto ed acacia, non eccessivamente dense, con sottobosco scarso od assente e presenza di aree aperte erbose: li si trova anche nelle aree di spinifex con presenza di alberi isolati, mentre nel nord dell'Australia e nelle aree più secche essi si concentrano nella foresta riparia e nei pressi dei billabong.

## Rapporti con l'uomo

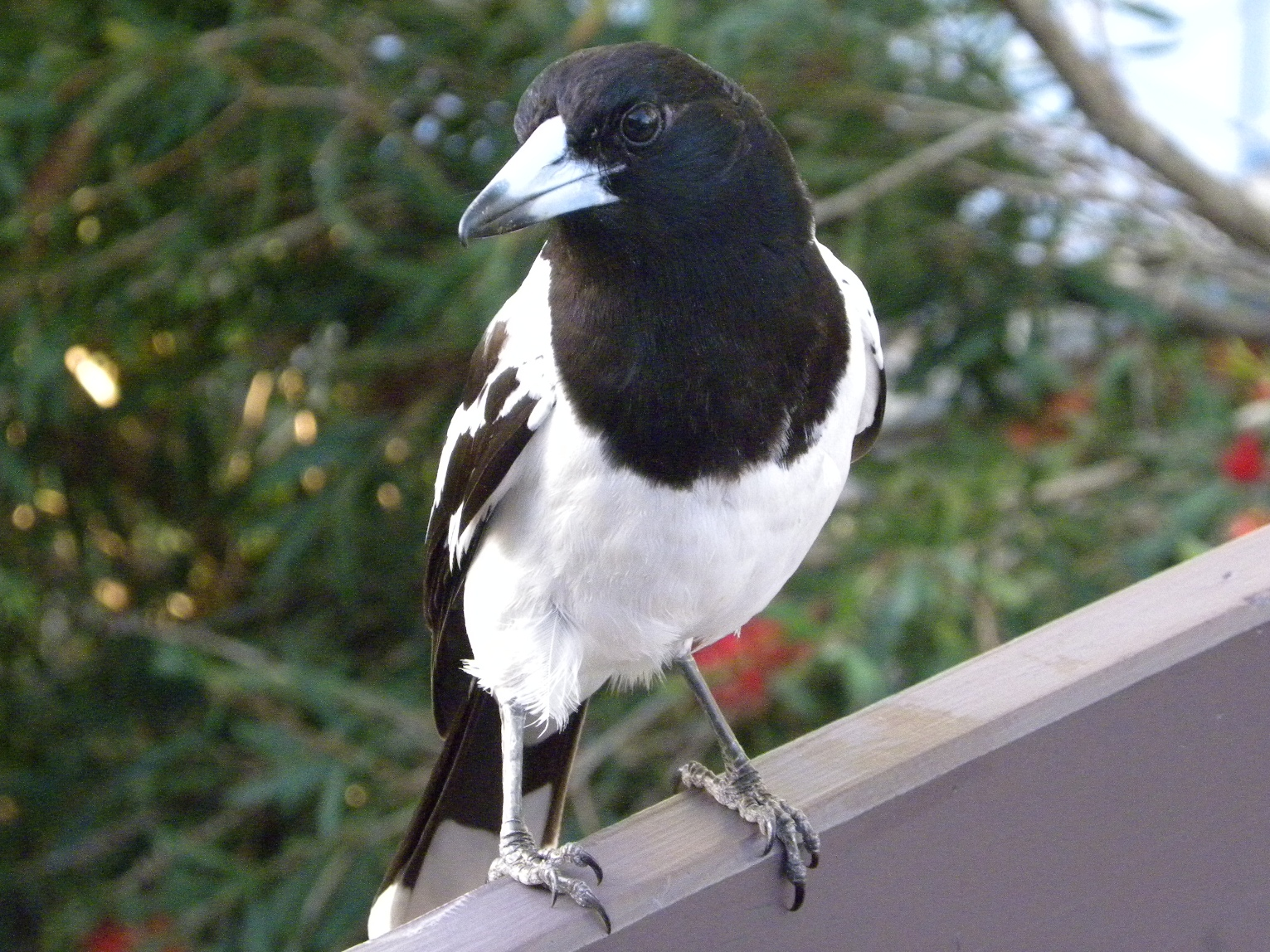
Esemplare in ambiente antropizzato a Gladstone.

Fra gli australiani l'uccello beccaio bianconero (generalmente noto col nome colloquiale di jackaroo, mentre nelle lingue aborigene esso è od era conosciuto con una serie di nomi, fra cui Ka-ra-a-ra a Darwin, gurrbaru nel Pilbara, buubuurrbu, alpirtaka e urbura nelle aree centro-meridionali) viene generalmente apprezzato per le sue spiccate doti di cantore, con alcuni suoi richiami paragonati all'apertura della quinta sinfonia di Beethoven.

A differenza dei currawong, questi uccelli vengono visti con favore dai contadini, in quanto raramente si nutrono di frutta o cereali, ma eliminano piuttosto insetti nocivi e roditori: fra i campeggiatori essi possono causare qualche disagio, in quanto si abituano molto in fretta alla presenza dell'uomo e prendono il cibo dalle mani, aggirandosi spesso alla ricerca di cibo fra i campeggi o nei pressi dei cassonetti.

## Tassonomia
Se ne riconoscono due sottospecie:

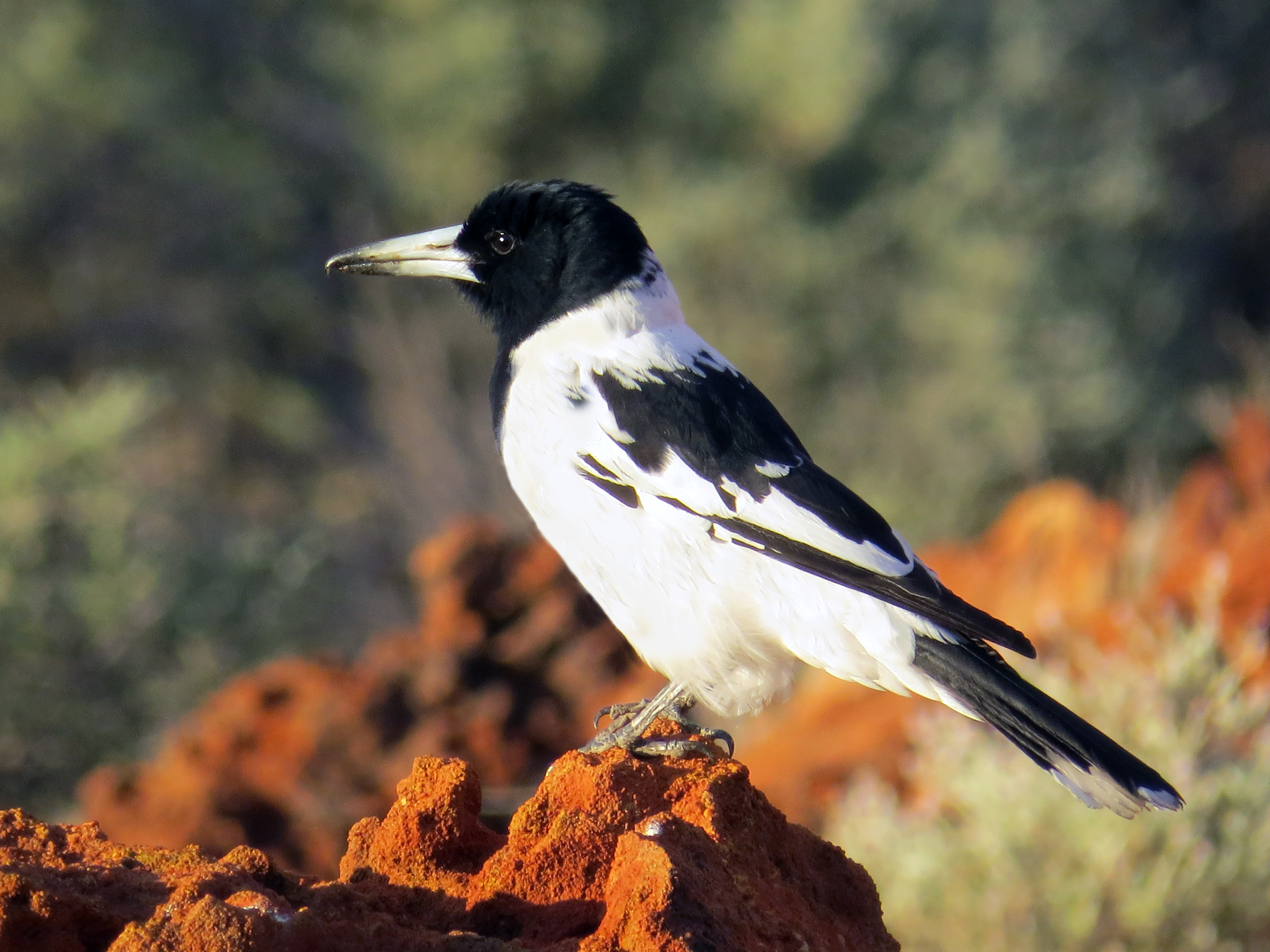
Esemplare della sottospecie picatus nel deserto di Gibson.

- Cracticus nigrogularis nigrogularis (Gould, 1837) - la sottospecie nominale, diffusa lungo la fascia costiera dell'Australia orientale dalla penisola di Capo York fino al bacino del fiume Murray;
- Cracticus nigrogularis picatus Gould, 1848 - diffusa dal Queensland nord-occidentale alla punta sud-occidentale dell'Australia Occidentale, oltre che nel Nuovo Galles del Sud nord-occidentale.

Alcuni autori riconoscerebbero anche le sottospecie mellori del Victoria e inkermani del Queensland (ambedue sinonimizzate con la nominale) e kalgoorli di Kalgoorlie (in passato considerata parte della nominale ma attualmente sinonimizzata con la sottospecie picatus).